# Teoria dei sistemi dinamici complessi
In linguistica la teoria dei sistemi dinamici complessi  è un approccio allo studio dell'acquisizione della seconda lingua. Il termine è stato raccomandato da Kees de Bot per riferirsi sia alla teoria della complessità che alla teoria dei sistemi dinamici.

## Origini
L'approccio dei sistemi dinamici all'acquisizione della seconda lingua viene dalla matematica applicata che studia i sistemi dinamici. L'introduzione della teoria dei sistemi dinamici per studiare lo sviluppo nelle scienze sociali può essere attribuita ad Esther Thelen che l'ha applicata allo studio dello sviluppo motorio descrivendo l'errore A-not-B dal punto di vista della teoria dei sistemi dinamici.
Diane Larsen-Freeman nel suo articolo intitolato Chaos/Complexity Science and Second Language Acquisition, pubblicato nel 1997, è stata la prima scienziata a racommandare l'applicazione e l'introduzione della teoria dei sistemi dinamici per studiare l'acquisizione della seconda lingua. Nel suo articolo ha affermato che il linguaggio dovrebbe essere visto come un sistema dinamico che è anche complesso, non-lineare, caotico, imprevedibile, sensibile alle condizioni iniziali, aperto, auto-organizzato, sensibile al feedback e adattivo.

## Definizione
Diane Larsen-Freeman ha affermato in un articolo pubblicato su Applied Linguistics che l'acquisizione della seconda lingua dovrebbe essere vista come un processo di sviluppo che include l'attrito e l'acquisizione del linguaggio.
Lo sviluppo della seconda lingua è studiato principalmente applicando la teoria dei sistemi dinamici. La lingua è considerata un sistema complesso che include molti piccoli sistemi come il sistema linguistico e il sistema fonetico. I sistemi dinamici sono interconnessi, non-lineari, adattivi, aperti, sensibili alle condizioni iniziali. La variabilità è vista come una proprietà intrinseca dello sviluppo e non è vista come un errore di misura, quindi da una prospettiva di sistemi dinamici la variabilità nei dati è analizzata e considerata un'informazione preziosa.

## Caratteristiche principali
Le principali caratteristiche dello sviluppo della seconda lingua dal punto di vista dei sistemi dinamici sono:
- Dipendenza sensibile dalle condizioni iniziali
- Interconnessione completa
- Non-linearità nello sviluppo
- Cambiamento attraverso la riorganizzazione interna (auto-organizzazione) e l'interazione con l'ambiente
- Dipendenza da risorse interne ed esterne
- Cambiamento costante, con variazioni a volte caotiche, in cui i sistemi si stabilizzano solo temporaneamente in stati attrattori
- Iterazione
- Cambiamento causato dall'interazione con l'ambiente e dalla riorganizzazione interna
- proprietà emergenti

C'è una dipendenza sensibile dalle condizioni iniziali solitamente citate come effetto farfalla. Studenti di lingue diverse iniziano ad imparare una seconda lingua (L2) con sfondi diversi (motivazione diversa, attitudine linguistica ecc.). Il risultato dipende in modo critico dalle condizioni iniziali degli studenti di lingue. I sistemi di una lingua sono completamente interconnessi. Lo sviluppo del sistema sintattico influenza lo sviluppo del sistema lessicale e viceversa. Lo sviluppo della seconda lingua è non-lineare, ovvero gli studenti di lingue acquisiscono nuove parole in tempi diversi. Un giorno potrebbero acquisire dieci nuove parole, ma il giorno successivo potrebbero impararne solo una. Il terzo giorno potrebbero persino dimenticare parte del vocabolario appreso in precedenza. Nello sviluppo della seconda lingua il cambiamento avviene attraverso l'auto-organizzazione che può avvenire in modo imprevedibile. Gli studenti di lingue dipendono da risorse interne ed esterne. Le risorse interne sono i fattori motivazionali degli studenti di lingue, mentre l'insegnante di lingua o l'ambiente sono esempi delle risorse esterne. La crescita è descritta come un processo iterativo nello sviluppo della seconda lingua ed è spesso modellata utilizzando modelli di equazioni accoppiate (equazione logistica).
In uno studio sul ruolo dell'autoregolazione nello sviluppo linguistico, Wind e Harding (2020) hanno scoperto che il basso grado di variabilità nella complessità lessicale e sintattica nella scrittura potrebbe essere attribuito a stati attrattori salienti che dominavano i sistemi di autoregolamentazione dei partecipanti.